# 3745 Петаєв
3745 Петаєв (3745 Petaev) — астероїд головного поясу, відкритий 23 вересня 1949 року.
Тіссеранів параметр щодо Юпітера — 3,449.